# Prêmio Rinus Michels
O Prêmio Rinus Michels é prêmio concebido anualmente no futebol holandês. É organizado pela união dos treinadores de futebol (Coaches Betaald Voetbal). O prêmio tem o nome de Rinus Michels, que foi nomeado treinador do século pela FIFA em 1999.

## Categorias
- Treinador do ano no futebol profissional.
- Treinador do ano no futebol amador.
- Categorias de base do ano no futebol profissional.
- Categorias de base do ano no futebol amador.
- Prêmio obra em geral.

## Prêmio treinador profissional do ano
| Temporada | Treinador          | Clube         | Fontes |
| --------- | ------------------ | ------------- | ------ |
| 2003–04   | Co Adriaanse       | AZ            | [ 2 ]  |
| 2004–05   | Guus Hiddink       | PSV Eindhoven | [ 3 ]  |
| 2005–06   | Guus Hiddink       | PSV Eindhoven |        |
| 2006–07   | Louis van Gaal     | AZ            | [ 4 ]  |
| 2007–08   | Fred Rutten        | Twente        | [ 5 ]  |
| 2008–09   | Louis van Gaal     | AZ            | [ 6 ]  |
| 2009–10   | Steve McClaren     | Twente        | [ 7 ]  |
| 2010–11   | Michel Preud'homme | Twente        |        |
| 2011–12   | Ronald Koeman      | Feyenoord     |        |
| 2012–13   | Frank de Boer      | Ajax          | [ 8 ]  |
| 2013–14   | Frank de Boer      | Ajax          |        |
| 2014–15   | Phillip Cocu       | PSV Eindhoven |        |

## Prêmio obra em geral
Os seguintes gestores têm sido agraciados com o prêmio obra em geral, por suas contribuições durante toda a sua carreira:
- Kees Rijvers (2004)[2]
- Piet de Visser (2005)[9]
- Wiel Coerver (2008)[10]
- Foppe de Haan (2009)[6]
- Leo Beenhakker (2010)[7]
- Louis van Gaal (2013)
- Guus Hiddink (2015)